# Севенч
Севенч (? — 1151) — половецкий хан, сын хана Боняка, внук хана Ясиня.

## Биография
В 1151 году привёл половецкое войско на русские земли, в помощь Юрию Долгорукому во время войны за Киевское княжение. В сражении на реке Руте, несмотря на неудачные атаки союзных войск, поскольку Изяслав Мстиславич, поставил стрелков на ладьи, но половцы применили обходной путь, перейдя Днепр они пошли в атаку, у киевлян  началась паника и они стали отступать.
Половцы перешли Лыбедь вместе с русскими воинами, но дружинники братьев Изяслава и Чёрные клобуки перешли в наступление и атаковали половцев. Половцы и суздальцы были смяты и побежали, неся большие потери, в битве погиб хан Севенч, который хвалился, подобно отцу своему, зарубить мечом врата Златые.